# 新型獵雷艦
新型獵雷艦，計畫名稱為康平專案第二階段，海軍因應現役獵雷艦都已在服役30年以上，而規劃358億元建造6艘獵雷艦，後因承建的慶富造船公司爆發重大弊案，此案以解約收場。後來海軍計畫改為籌建「無人偵獵雷載具」及載臺。

## 歷史
2000年代後期，由於永陽級（原進取級，1950年代進入美國海軍服役，1990年代除役後中華民國海軍積極爭取購入）已老邁需汰換，德製永豐級（1990年代服役）也已服役十餘年，因此海軍開始規劃新一代的水雷反制艦艇。 2006年7月，美國參議院外交關係委會通過移交美國海軍部份退役或即將退役艦艇給盟國的國防議案，2007年11月美國國會通過此案，隔年4月29日授權總統正式成為國防授權議案。其中在2006年6月30日除役的金鶯號（USS Oriole MHC-55）與獵鷹號（USS Falcon MHC-59）將提供給中華民國。但2006年~2008年間始終未聞海軍與國防部有任何動作。
2008年初，中華民國正與法國洽商軍購事宜，中華民國除了希望法國供售阿斯特防空飛彈（康定級使用）、幻象2000升級及飆風戰機外，也包含了海軍新一代獵雷艦所需裝備，意圖在法國廠商的協助下規劃設計新型獵雷艦並花費400~500億新台幣建造8艘新型獵雷艦。2008年初，法國造艦局（DCNS）副總裁曾秘密來台並到慶富船廠訪問考察對雙方可能的合作進行磋商（ 但並沒有達成任何正式協議）。然而鐽震公司（由行政院與國防部主導、整合軍備進出口事宜）的曝光引發政治風波導致對法軍購事宜被迫中斷，在情勢不利於軍方的情況下新型獵雷艦案似乎未被取消，軍方打算在歐美廠商提供關鍵設備與技術協助下， 發展新型獵雷艦，並在本國船廠建造（至少曾有法國、義大利等相關廠商來洽談業務並宣稱獵雷艦需要的感測、獵雷裝備等並無輸出問題）；但礙於政治因素，美商擔主要系統承包商的可能性頗高（以洛克希德·馬丁公司（Lockheed Martin）的呼聲最高）。新一代獵雷艦可能以義大利Intermarine船廠的拉瑞奇級（Lerici class）為設計參考（鶚級獵雷艦引用了拉瑞奇級的設計，未來康平二階段獵雷艦船型也以Intermarine船廠為芬蘭海軍建造的「卡坦帕級(Katanpää Class)」為設計基礎。
2014年10月21日，康平專案第二階段經過評審委員會投票，慶富造船以些微領先的分數擊敗台灣國際造船，拿下總金額高達新台幣350億的6艘獵雷艦的造艦合約，這也是國艦國造整體計畫中重要的指標案件。該公司提出第一艘獵雷艦船殻在義大利Intermarine船廠打造，在船殼打造完成後運回台灣再安裝向美國洛馬（Lockheed Martin）購入的戰鬥系統等裝備後下水。而其他五艘的船體則全部在台灣自製，因此必須在高雄興達港建造一座加強型玻璃纖維船廠，用來建造船殼及組裝戰鬥系統裝備。
這項合約案簽訂後，承造的慶富造船在2017年中爆發財務危機，後續更被懷疑有詐貸疑雲，而遭到高雄地檢署偵查。並遭到第一銀行為首的公營銀行團宣告違約。海軍在2017年12月13日點出慶富造船五大違約事證，因此正式啟動解約程序。
慶富造船於2018年3月28日發出新聞稿表示，首艘獵雷艦載台於義大利Intermarine造船廠下水。

## 同型艦
| 舷號 | 艦名 | 承造船廠                  | 開工日期     | 下水日期      | 交船日期 | 成軍日期 | 狀態   |
| ---- | ---- | ------------------------- | ------------ | ------------- | -------- | -------- | ------ |
|      |      | 義大利Intermarine造船公司 | 2016年4月1日 | 2018年3月28日 |          |          | 已下水 |

## 資料來源
1. ↑  台灣新一代獵雷艦船型：卡坦帕級 （页面存档备份，存于）尖端科技軍事雜誌社
2. ↑  黃建華、黃旭磊，檢調大動作搜索慶富造船 疑與獵雷艦軍購案有關 （页面存档备份，存于），自由時報，2017-08-09
3. ↑  「獵雷艦」承造商慶富涉詐貸 檢調大搜索 （页面存档备份，存于），自由時報，2017-08-26
4. ↑  楊德宜，慶富案 范世平：絕對是會驚天動地的世紀大案 （页面存档备份，存于），udn聯合新聞網，2017-10-27
5. ↑  涂鉅旻、黃良傑，慶富有5大缺失 軍方開鍘 （页面存档备份，存于），自由時報，2017-12-14
6. ↑  首艘獵雷艦舉行下水儀式　慶富高調反駁無法繼續履約